# Ingo Nentwig
Ingo Nentwig (né le 8 avril 1960 à Schwenningdorf en Rhénanie-du-Nord-Westphalie, et mort le 30 janvier 2016) est un sinologue et ethnologue allemand.

## Biographie
Ingo Nentwig fait des études de sinologie, ethnologie, philosophie, langues mongoles et mandchou à Münster, Hambourg, Shenyang (Chine) et à l'université libre de Berlin. En 1994, il obtient un doctorat sur le chamanisme en traditions orales des "peuples de la périphérie" Daur, Evenks, Oroqen et Hezhen dans le Nord-Est de la Chine. 
De 1994 à 2003, il est conservateur du département Asie-Europe du Musée de l'ethnologie à Leipzig, et de 2004 à 2007 conservateur du département Asie de l'Est de la collection ethnographique d'État de Saxe. En 2000, il est directeur du département recherche[réf. nécessaire]. À partir de janvier 2008, il travaille en indépendant, notamment en tant qu'auteur et en tant que chargé de cours à l'université technique de Berlin. 
Ses travaux sont axés sur la transmission orale de la littérature populaire ethnique dans le nord-est de la Chine. Il a travaillé sur la chasse, l'élevage itinérant en Chine, les épopées des héros, les contes, et les Aborigènes de Taïwan.

## Œuvres
- Schamanen zwischen Zeremonie und Erzählung: Materialien zu Glaubensvorstellungen in den mündlichen Überlieferungen der Daur, Ewenken, Oroqen und Hezhen unter besonderer Berücksichtigung der chinesischen Forschung. 1996[2]
- Märchen der Völker Nordost-Chinas. Diederichs, München 1994[3]
- (avec Mareile Flitsch): Sammlung und Erforschung der Volksliteratur und des Volkstums des Nordostens der Volksrepublick China. Sonderdruck aus: Central Asiatic Journal, Volume 30, No. 3-4. Otto Harassowitz, Wiesbaden 1986[4]
- Anett C. Oelschlägel, Ingo Nentwig und Jakob Taube (Hrsg.): „Roter Altai, gib dein Echo!“ Festschrift für Erika Taube zum 65. Geburtstag. Leipziger Universitäts-Verlag, Leipzig 2005,  (ISBN 3865830625)